# Changing Lake
Changing Lake är en sjö i Antarktis. Den ligger på Signy Island i Sydorkneyöarna. Argentina och Storbritannien gör anspråk på området. Changing Lake ligger 1 meter över havet.
I övrigt finns följande vid Changing Lake:
- Orwell Glacier